# منتخب الأرجنتين للكورفبال
منتخب الأرجنتين للكورفبال هو ممثل الأرجنتين الرسمي في المنافسات الدولية في كرة السلة الهولندية
.